# HD 45306
HD 45306，又名CD-40 2440，SAO 217910、HR 2323，是一颗恒星，视星等为6.31，位于銀經248.16，銀緯-21.95，其B1900.0坐标为赤經6h 21m 29.7s，赤緯-40° -21.95′ 40″。